# Margrit Herbst
Pour les articles homonymes, voir Herbst.
Margrit Herbst, née le 10 février 1947 à Magdebourg et mariée dès 1971 Olfert, est une ancienne athlète est-allemande, spécialiste du pentathlon et du saut en longueur. Active dans les années 1970, son plus grand succès a été sa médaille de bronze au pentathlon aux championnats d'Europe de 1971 à Helsinki.
Elle s'entraînait au SC Magdeburg. En compétition, elle pesait 68 kg pour 1,73 m.

## Palmarès

### Jeux olympiques
- Jeux olympiques de 1972 à Munich ( Allemagne de l'Ouest)
  - 8e au saut en longueur

### Championnats d'Europe d'athlétisme
- Championnats d'Europe d'athlétisme de 1971 à Helsinki ( Finlande)
  - 9e au saut en longueur
  -  Médaille de bronze au pentathlon
- Championnats d'Europe d'athlétisme de 1974 à Rome ( Italie)
  - 7e au pentathlon